# Магнолія (Делавер)
Магнолія (англ. Magnolia) — місто (англ. town) в окрузі Кент штату Делавер США. Населення — 277 осіб (2020).

## Географія
Магнолія розташована за координатами 39°4′18″ пн. ш. 75°28′33″ зх. д. / 39.07167° пн. ш. 75.47583° зх. д. (39.071796, -75.475747).  За даними Бюро перепису населення США в 2010 році місто мало площу 0,31 км², уся площа — суходіл. В 2017 році площа становила 0,51 км², уся площа — суходіл.

## Демографія
Згідно з переписом 2010 року, у місті мешкало 225 осіб у 84 домогосподарствах у складі 53 родин. Густота населення становила 730 осіб/км².  Було 96 помешкань (311/км²).
Расовий склад населення:
| - 77,8 % — білих - 11,6 % — чорних або афроамериканців - 4,4 % — корінних американців - 0,4 % — азіатів - 2,2 % — осіб інших рас |

До двох чи більше рас належало 3,6 %. Частка іспаномовних становила 4,0 % від усіх жителів.
За віковим діапазоном населення розподілялося таким чином: 17,8 % — особи молодші 18 років, 70,6 % — особи у віці 18—64 років, 11,6 % — особи у віці 65 років та старші. Медіана віку мешканця становила 33,8 року. На 100 осіб жіночої статі у місті припадало 95,7 чоловіків;  на 100 жінок у віці від 18 років та старших — 94,7 чоловіків також старших 18 років.
Середній дохід на одне домашнє господарство  становив 50 138 доларів США (медіана — 40 694), а середній дохід на одну сім'ю — 54 964 долари (медіана — 41 250). За межею бідності перебувало 4,7 % осіб, у тому числі 0,0 % дітей у віці до 18 років та 0,0 % осіб у віці 65 років та старших.
Цивільне працевлаштоване населення становило 108 осіб. Основні галузі зайнятості: освіта, охорона здоров'я та соціальна допомога — 23,1 %, виробництво — 13,0 %, мистецтво, розваги та відпочинок — 13,0 %.